# Argentyna na Letnich Igrzyskach Olimpijskich 1952
Argentynę na XV Letnich Igrzyskach Olimpijskich w Helsinkach reprezentowało 123 sportowców w 15 dyscyplinach. Był to 9 start Argentyńczyków na letnich igrzyskach olimpijskich.

## Zdobyte medale
| Medal  | Zawodnik                           | Dyscyplina sportowa  | Konkurencja              |
| ------ | ---------------------------------- | -------------------- | ------------------------ |
| Złoto  | Tranquilo Capozzo Eduardo Guerrero | Wioślarstwo          | dwójka podwójna mężczyzn |
| Srebro | Reinaldo Gorno                     | Lekkoatletyka        | maraton mężczyzn         |
| Srebro | Antonio Pacenza                    | Boks                 | waga półciężka           |
| Brąz   | Eladio Herrera                     | Boks                 | waga lekkociężka         |
| Brąz   | Humberto Selvetti                  | Podnoszenie ciężarów | waga ciężka              |